# Huawei Y5 2018
Huawei Y5 2018 (стилізовано HUAWEI Y5 2018) — бюджетний Android-смартфон компанії Huawei, представлений в червні 2018 року. Також Huawei Y5 2018 має варіанти Huawei Y5 Prime 2018 з покращеним модулем основної камери та Huawei Y5 lite (також відомий як Huawei Y5 lite 2018), що працює під управлінням Android Go.
25 травня 2018 року в Китаї був представлений Huawei Enjoy 8e Youth Edition, що відрізняється від Huawei Y5 Prime 2018 наявність додаткового мікрофона.
28 травня 2018 року під брендом Honor був представлений Honor 7S, що відрізняється від Huawei Y5 Prime 2018 оформленням задньої панелі та присутністю додаткового мікрофона. В Україні та деяких інших регіонах Honor 7S продавався як Honor 7A (не плутати з Honor 7A, що продавався в Україні як Honor 7A Pro та Honor 7C), а в Китаї — як Honor Play 7.
Станом на грудень 2018 року ціна Huawei Y5 2018 в українських інтернет-магазинах становить від 2605 грн.

## Дизайн
Екран смартфонів виконаний зі скла, а рамка і задня панель — з матового пластику.
Ззовні лінійка Huawei Y5 2018, Enjoy 8e Youth Edition та Honor 7A/7S/Play 7 відрізняються тільки логотипами, присутністю горизонтальних ліній в смартфонах Honor, подібно до пластикових ліній для антен металевих смартфонів, та другого мікрофону в острівці камери в Enjoy 8e Youth Edition та смартфонах Honor.
Знизу знаходяться роз'єм microUSB та мікрофон, зверху — 3,5 мм аудіороз'єм, зліва — лоток під 1 SIM-картку і карту пам'яті або 2 SIM-картки і карту пам'яті залежно від моделі Huawei Y5 2018 та Y5 Prime 2018 та тільки 2 SIM-картки і карту пам'яті в інших моделей, а справа — гойдалка регулювання гучності та кнопка блокування. Над дисплеєм розташовані фронтальна камера зі спалахом, закритим напівпрозорим склом, розмовний/мультимедійний динамік і датчик освітленості/наближення, а під дисплеєм — логотип. На тильній стороні — трохи виступлений над задньою панеллю острівець камери із світлодіодним спалахом і додатковим мікрофоном в моделях Honor та логотип.
Huawei Y5 lite був доступний в чорному та синьому кольорах, коли інші смартфони були доступні ще в золотистому.

## Технічні характеристики

### Апаратне забезпечення
Смартфони побудовані на базі 64-бітної SoC MediaTek MT6739 з 4 ядрами Cortex-A53, які мають тактову частоту до 1,5 ГГц, і графічним процесором PowerVR GE8100. Huawei Y5 2018 був доступний в конфігураціях 1/16 та 2/16 ГБ, Y5 Prime 2018 — 1/16, 2/16 та 2/32 ГБ, Y5 lite — 1/16 ГБ, Enjoy 8e Youth Edition — 2/32 ГБ, а Honor 7A/7S/Play 7 — 2/16 ГБ. Підтримується встановлення карти пам'яті формату microSD до 256 ГБ.
Ємність незмінного акумулятора становить 3020 мА·год.
Екран TFT LCD, 5,45", HD+ (1440 × 720) зі щільністю пікселів 295 ppi та співвідношенням сторін 18:9.
Huawei Y5 2018 оснащений основною камерою на 8 Мп з діафрагмою f/2.2, Y5 Prime 2018, Enjoy 8e Youth та Honor 7A/7S/Play 7 — 13 Мп, f/2.0, а Huawei Y5 lite — 8 Мп, f/2.0 відповідно. В усіх моделей основна камера має фазовий автофокус та можливість запису відео в роздільній здатності 1080p при 30fps. Всі смартфони отримали передню камеру на 5 Мп з діафрагмою f/2.2 і можливістю запису відео у роздільній здатності 720p при 30fps.
Пристрої підтримують стандарти зв'язку 2G, 3G, 4G (LTE) для обох SIM-карт, стандарти передачі даних: EDGE, LTE, WCDMA(UMTS) 900/2100, бездротові інтерфейси Wi-Fi 802.11 b/g/n (лише 2,4 ГГц), Bluetooth 4.2 (A2DP, BLE, HWA, LDAC) та системи навігації GPS/A-GPS і ГЛОНАСС.
Смартфони обладнані датчиками — освітлення, наближення та акселерометром.

### Програмне забезпечення
Huawei Y5 lite був випущений на полегшеній версії Android Go Edition версії 8.1 Oreo. Сама прошивка на смартфоні має вигляд «чистого» Android зі зміненим головним екраном. Всі інші пристрої працюють під управлінням звичайного Android 8.1 Oreo з фірмовою оболонкою EMUI 8.1.